# Ганс Людер
Ганс Людер (нім. Hans Luder) — швейцарський футболіст, що грав на позиції півзахисника. Виступав, зокрема, за клуб «Берн». По завершенні ігрової кар'єри — тренер.

## Клубна кар'єра
Грав у складі клубу Берн у вищому дивізіоні чемпіонату Швейцарії. Найвищий результат, якого досягла команда в роки його виступів — четверте місце в лізі в 1936 роках>. Також з командою грав у півфіналі Кубка Швейцарії в 1935 і 1936 роках.
Влітку 1936 року брав участь в Кубку Мітропи. Швейцарські клуби вперше отримали запрошення виступити в турнірі, розпочинали свій шлях в кваліфікаційному раунді і всі четверо представників не змогли пройти далі. «Берн» зустрічався з італійським клубом «Торіно» і без шансів двічі програв 1:4 і 1:7. В 1938 році команда вилетіла в другий дивізіон. 
В сезоні 1946-47 Людер був граючим тренером в клубі «Тун». З перервами тренував цю команду до середини 1950-х років.

## Статистика виступів

### Статистика виступів в чемпіонаті
Виступи у вищому дивізіоні чемпіонату Швейцарії починаючи з сезону 1933/34.
| Сезон                       | Матчі | Голи | Клуб   |
| --------------------------- | ----- | ---- | ------ |
| Чемпіонат Швейцарії 1934/35 | 2     | 0    | «Берн» |
| Чемпіонат Швейцарії 1935/36 | 6     | 0    | «Берн» |
| Чемпіонат Швейцарії 1936/37 | 17    | 3    | «Берн» |
| Чемпіонат Швейцарії 1937/38 | 22    | 1    | «Берн» |
| РАЗОМ                       | 47    | 4    |        |

### Статистика виступів у Кубку Мітропи
| №                      | Розіграш               | Стадія                 | Дата та місце проведення | Команда 1              | Рахунок | Команда 2 | Голи |
| ---------------------- | ---------------------- | ---------------------- | ------------------------ | ---------------------- | ------- | --------- | ---- |
| 1                      | 1936                   | кв. раунд              | 07.06.1936 Берн          | Берн                   | 1:4     | Торіно    |      |
| 2                      | 1936                   | кв. раунд              | 14.06.1936 Турин         | Торіно                 | 7:1     | Берн      |      |
| Всього в Кубку Мітропи | Всього в Кубку Мітропи | Всього в Кубку Мітропи | Всього в Кубку Мітропи   | Всього в Кубку Мітропи | 2       |           | 0    |